# Numéro ELINCS
Le numéro ELINCS est un numéro CE qui référence les substances chimiques en Europe pour la classification réglementaire de sécurité, emballage, étiquetage, transport, santé... notamment des substances dangereuses.
ELINCS signifie European List of Notified Chemical Substances. Il résulte de la directive européenne 85/71/EEC (à la suite du 7e amendement de la directive 67/548/EEC, directive 92/32/EEC). Il est géré par l'European chemical Substances Information System (ESIS).
Il a été créé pour toutes les substances nouvelles à partir de 1981. Il a la même forme qu'un numéro EINECS sauf qu'il commence par le chiffre 4.
Le référencement ELINCS est homologue à divers autres systèmes : aux États-Unis (TSCA), Canada (NDSL), Australie (AICS), Japon (METI/CSCL/MITI/ENCS et MHLW/ISHL), Chine (IECSC/CICS), Corée (KECI et KECI)...

## Disambiguités
ELINCS , un standard de données de laboratoires pour la santé (Interoperability and Connectivity Specification).